# Bulligny
Bulligny település Franciaországban, Meurthe-et-Moselle megyében. Lakosainak száma 534 fő (2022. január 1.). Bulligny Blénod-lès-Toul, Allamps, Bagneux, Barisey-la-Côte és Crézilles községekkel határos.

## Népesség
A település népességének változása:
| Lakosok száma | 461  | 458  | 459  | 504  | 475  | 500  | 531  | 527  | 525  | 534  |
|               | 1968 | 1982 | 1990 | 2006 | 2013 | 2015 | 2017 | 2019 | 2020 | 2022 |